# Рафаил I
Рафаил I (греч. Ραφαήλ Α) — патриарх Константинопольский, который занимал пост патриарха на протяжении одного года (1475 —1476).
Предшественником патриарха Рафаила I был патриарх Дионисий I Мудрый, а его преемником был патриарх Максим III.

## Биография
Рафаил был сербом. До возведения в сан патриарха был монахом. Рафаил I был избран в сан патриарха воспользовавшись помощью Мары Бранкович, мачехи Мехмеда II.  
Рафаил был успешно назначен патриархом в начале 1475 года, пообещав султану ежегодную выплату в размере 2000 золотых флоринов и единовременный подарок в размере 700 золотых флоринов. 
Греческая община Константинополя не принимала участия в его назначении и яростно выступала против него. Митрополит Ираклии, который традиционно возводил на престол нового патриарха, отказался рукоположить его, и литургию совершил митрополит Анкирский.
В сентябре 1475 года он назначил Спиридона новым православным митрополитом Киевским и всея Руси. 
В большинстве источников указаны многочисленные обвинения в адрес Рафаила I. Его обвиняли в том, что он не говорил по-гречески, его осуждают за иностранный акцент и пристрастие к алкоголю. Сообщается, что он не мог стоять во время церемоний Великой пятницы, потому что был пьян. 
Рафаэль правил около года, до начала 1476 года: в начале года, когда ему нужно было выплатить ежегодный дар, который он обещал султану, он попытался собрать его со своих верующих, которые отказали ему в помощи. Не имея возможности выплатить требуемую плату, он был немедленно низложен и заключен в тюрьму. Вскоре он скончался так и не покинув тюрьмы.